# 肉質形軟珊瑚
肉質形軟珊瑚（学名：Sinularia mollis）为軟珊瑚科指形軟珊瑚屬下的一个种。其种加词“mollis ”意为“柔软的”。